# ГЭС Бьедрон
ГЭС Бьедрон (фр. Centrale hydroélectrique du Bieudron) — высоконапорная деривационная гидроэлектростанция в швейцарских Альпах, расположена в кантоне Вале. Является составной частью гидрокомплекса Клезон-Диксенс, установленная мощность ГЭС составляет 1269 МВт.

## Общие сведения
Деривационная ГЭС Бьедрон снабжается водой из водохранилища Дикс на реке Диксенс, также используется вода из бассейна других рек. Машинный зал станции расположен непосредственно на реке Рона.
ГЭС использует три ковшовые турбины, каждая мощностью 423 МВт. В ходе предварительных испытаний их максимальная мощность составила 449 МВт. Каждая из турбин рассчитана на работу при напоре ~1869 м и при поступлении воды со скоростью 25 м³/сек, КПД составляет ~92,37 %. Конструкция турбин основана на пятиструйной конфигурации; каждый поток имеет диаметр 193 мм и выходную скорость 192 м/сек. Поток кинетической энергии поступающей воды в каждой струе составляет 92,16 МВт. Расчётное рабочее давление, при котором осуществляется работа турбины, составляет 200,5 атм. Суммарная скорость расчётного расхода воды через три турбины составляет 75 м³/сек, а мощность станции — ~1269 МВт.
Турбины спроектированы и изготовлены швейцарской фирмой VA Tech. ГЭС является самой молодой в комплексе Клезон-Диксенс, её строительство осуществлялось в период с 1993 по 1998 гг, стоимость строительства составила 1,2 млрд долларов США.

## Рекордные показатели станции
Станция была запущена в эксплуатацию в 1998 году, вместе с этим установив сразу два мировых рекорда — на сегодня ГЭС использует самые мощные турбины Пелтона и самый большой расчётный напор (≤1883 м), при котором они работают. Также в 2011 году эта станция является самой крупной ГЭС на территории Швейцарии.

## Аварии и происшествия

### 12 декабря 2000
Приблизительно в 20:10 по местному времени, на водоводе, соединённом с водохранилищами Клезон, Дикс и снабжающем водой турбины ГЭС, произошёл разрыв на высоте НУМ ~1234 м (давление ~100 атм). Разрушение трубопровода, как предполагается, произошло в силу нескольких факторов, включая слабые породы в районе разрыва. Размер образовавшейся трещины составил приблизительно 0,6 × 9 м, поток поступающей под давлением воды в момент аварии составлял 150 м³/сек. Вода под высоким давлением уничтожила около 100 га (1 км²) пастбищ, садов, лесов, а также нескольких шале и сараев окружающих ферм. Три человека погибло.

#### Последовавшие события и реконструкция
Бо́льшая часть изменений была произведена в конструкции водоводов. В основном они коснулись усовершенствования прокладки труб и усиления цементации вокруг водоводов для уменьшения изменения их диаметра при поступлении воды под давлением. Часть трубопровода в районе повреждения была заново проложена по другой местности с более надёжным грунтом. В целом работы по реконструкции были завершены в 2009 году.
Работа ГЭС Бьедрон была восстановлена частично в декабре 2009 года, а возобновлена полностью — в январе следующего года. Судебные разбирательства продолжались и после запуска станции, основной причиной явилось отсутствие точной и достоверной информации о первопричине произошедшей аварии.